# Oggettività
Con il termine oggettività si designa una rappresentazione ideologica che si presuma corrispondente alla realtà com'è realmente, cioè al mondo oggettivo, non dipendente quindi da intromissioni soggettive di una coscienza intesa in senso assoluto.

## Descrizione
L'oggettività è una concezione propria delle tendenze anti-idealistiche e specialmente realistiche: l'idealismo, infatti, negando l'esistenza di un mondo oggettivo, esistente al di fuori e indipendente dalla coscienza, conferisce all'oggettività un valore soggettivo e spesso arbitrario.
Il concetto di oggettività si contrappone ai concetti delle rappresentazioni del mondo esteriore, considerate come segni, simboli, allusioni, strumenti di qualche cosa di altro della realtà stessa degli oggetti naturali.
Al contrario, le tendenze non idealistiche affermano che gli oggetti della realtà non rappresentano altro che se stessi o i loro componenti storici.
L'estensione e i significati del termine sono in stretta relazione coi significati del termine oggetto.